# Třída Chang Bogo
Třída Chang Bogo (jinak též třída KSS-I) je třída konvenčních ponorek námořnictva Korejské republiky. Jedná se o v licenci stavěné ponorky úspěšného exportního modelu Typ 209/1200 německé loděnice Howaldtswerke-Deutsche Werft (HDW). Celkem bylo pro jihokorejské námořnictvo postaveno devět ponorek této třídy. Dalších šest ponorek objednala Indonésie.

## Stavba
První tři ponorky této třídy byly objednány roku 1987. Prototypovou jednotku Chang Bogo postavila loděnice HDW v Kielu. Zbylé dvě byly postaveny přímo korejskou loděnicí Daewoo Shipbuilding & Marine Engineering (DSME) v Okpo. Další kontrakty z let 1989 a 1992 navýšily celkový počet ponorek na devět. Do služby v korejském námořnictvu ponorky vstoupily v letech 1993–2001.
V roce 2011 vylepšená třída Chang Bogo zvítězila v tendru na tři ponorky pro Indonéské námořnictvo (Indonésie chce do roku 2024 provozovat celkem 10 ponorek). Jejich označení je třída Nagapasa. První dvě ponorky postaví korejská loděnice Daewoo (s asistencí indonéské loděnice PT PAL) a třetí kompletně postaví PT PAL. Do služby mají vstoupit od roku 2018. V Indonésii postavená třetí ponorka Alugoro byla do služby přijata v březnu 2021. Ponorky budou mít větší výtlak a budou například vybaveny na vzduchu nezávislým pohonným systémem (AIP). Dne 11. dubna 2019 Indonésie objednala druhou sérii tří ponorek této třídy. Ponorky druhé série by měly využívat více domácích komponentů.
Jednotky třídy Chang Bogo:
| Jméno               | Uživatel           | Spuštěna        | Vstup do služby    | Status    |
| ------------------- | ------------------ | --------------- | ------------------ | --------- |
| Chang Bogo (S-061)  | Korejská republika | 18. červen 1992 | 2. června 1993     | aktivní   |
| Lee Chun (S-062)    | Korejská republika | 12. října 1992  | 30. dubna 1994     | aktivní   |
| Choi Museon (S-063) | Korejská republika | 7. srpna 1993   | 27. února 1995     | aktivní   |
| Park Wi (S-065)     | Korejská republika | 7. srpna 1993   | 3. února 1996      | aktivní   |
| Lee Jongmu (S-066)  | Korejská republika | 17. května 1995 | 29. srpna 1996     | aktivní   |
| Jeong Un (S-067)    | Korejská republika | 5. května 1996  | 29. srpna 1997     | aktivní   |
| Lee Sunsin (S-068)  | Korejská republika | 21. května 1998 | 31. ledna 2000     | aktivní   |
| Na Daeyong (S-069)  | Korejská republika | červen 1999     | prosince 2000      | aktivní   |
| Lee Eokgi (S-071)   | Korejská republika | 26. května 2000 | 30. listopadu 2001 | aktivní   |
| Nagapasa (403)      | Indonésie          | 24. března 2016 | 2. srpna 2017      | aktivní   |
| Ardadedali (404)    | Indonésie          | 24. října 2016  | 25. dubna 2018     | aktivní   |
| Alugoro (405)       | Indonésie          | 11. dubna 2019  | 17. března 2021    | aktivní   |
|                     | Indonésie          |                 |                    | objednána |
|                     | Indonésie          |                 |                    | objednána |
|                     | Indonésie          |                 |                    | objednána |

## Konstrukce

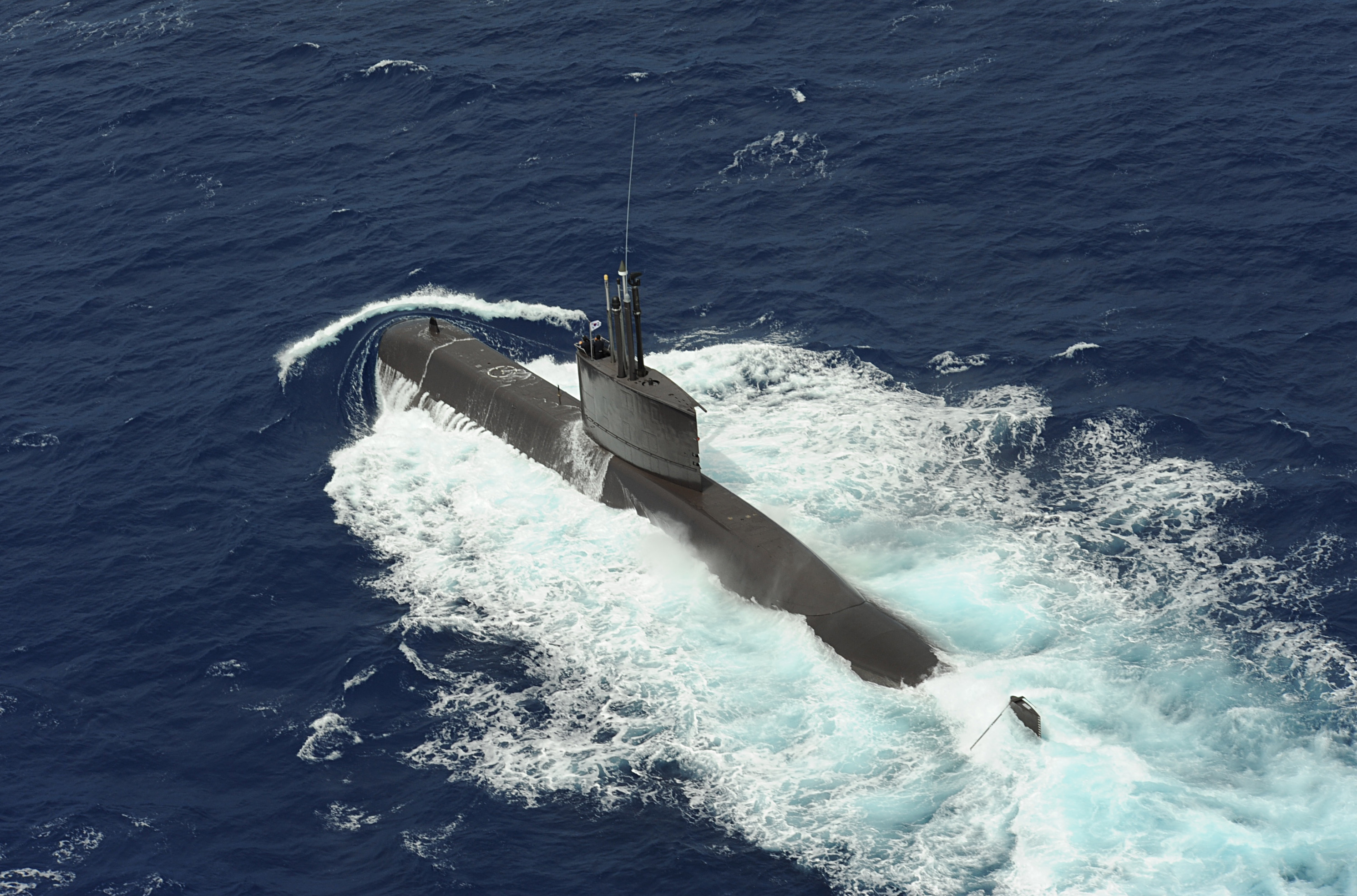
Lee Eokgi (S-071)

Ponorky mají jednotrupou koncepci. Jsou vybaveny bojovým řídícím systémem ATLAS ISUS-83 a trupovým sonarem Atlas Elektronik CSU 83. Jejich výzbroj tvoří osm 533mm torpédometů. Ponorky nesou celkem čtrnáct torpéd SUT Mod 2 s dosahem 28 km či 28 min. Část jihokorejských ponorek je upravena pro nesení protilodních střel UGM-84 Harpoon. Pohonný systém tvoří čtyři diesely MTU 12V 396 SE a jeden elektromotor Siemens. Lodní šroub je jeden. Nejvyšší rychlost pod hladinou dosahuje 22 uzlů.

### Modernizace
Jihokorejské ponorky byly průběžně modernizovány. Zejména dostaly nový bojový řídící systém LIG Nex1 a jako první ponorky typu 209 též vlečný sonar TASS.